# Schloßberg (Oberotterbach)
Der Schloßberg ist ein 503,1 Meter hoher Berg im Wasgau, dem südlichen Teil des Pfälzerwaldes.

## Lage
Der Schloßberg befindet sich größtenteils auf der Waldgemarkung der Ortsgemeinde Oberotterbach; lediglich ein Teil der Südostflanke gehört zu Schweigen-Rechtenbach. Dieser Bereich ist Bestandteil des Oberen Mundatwaldes. 
Unmittelbar nordöstlich des Berges in einem Kerbtal entspringt außerdem im Rothenbrunnen der Otterbach. Nordwestlich befindet sich außerdem der sogenannte Schlossbrunnen.
Unmittelbar benachbarte Berge sind der Kanzelberg im Norden und der Querenberg im Südosten. Weitere Berge in der Umgebung sind unter anderem die Hohe Derst (560,5 m) und im Süden der Hohe Kopf (496,9 m); durch erstere besitzt er lediglich eine geringe Dominanz.

## Kultur

### Bauwerke
Auf dem Berg befindet sich die Ruine der Burg Guttenberg, von der sich der Name „Schloßberg“ herleitet. Um sie herum befand sich einst das untergegangene Dorf Guttenberg.

### Rittersteine
Im Bereich des Schloßbergs befinden sich insgesamt zwei Rittersteine. Derjenige mit der Nummer 14 trägt die Aufschrift Drei Buchen und verweist auf den Standort dreier Bäume. Ritterstein 15 R. Schloßhütte verweist auf eine mittlerweile abgegangene Schutzhütte.

## Wanderwege
Über den Schloßberg verlaufen unter anderem der Prädikatswanderweg Pfälzer Weinsteig, der zu den sogenannten Saar-Rhein Wanderwegen zählende Weg mit der Kennzeichnung Schwarzer Punkt auf weißem Balken von Saarbrücken nach Rülzheim und einer, der mit einem blauen Kreuz gekennzeichnet ist.